# Parafia Chrystusa Kapłana w Radomiu
Parafia Chrystusa Kapłana w Radomiu – parafia rzymskokatolicka w dekanacie Radom-Południe diecezji radomskiej.

## Historia
Drewniany kościół na placu budowy przyszłego Wyższego Seminarium Duchownego w Radomiu został zbudowany i oddany do użytku bez pozwolenia władz komunistycznych staraniem ks. Stanisława Pietruchy 22 lipca 1988. Postawienie kościoła na tym placu przyczyniło się do zachowania tego terenu dla celów kościelnych. Świątynia służyła najpierw jako kościół filialny parafii pw. Miłosierdzia Bożego w Radomiu. W 1989 korzystali z niego alumni mieszkający w budującym się gmachu seminarium. Kościół funkcjonował też jako rektorski, będąc pod opieką rektora Wyższego Seminarium Duchownego. Parafię erygował bp Edward Materski 25 kwietnia 1999. W latach 2013–2014 staraniem ks. Mariusza Wincewicza i parafian przeprowadzono restaurację kościoła.

## Zasięg parafii
Do parafii należą wierni z Radomia mieszkający przy ulicach: Gospodarczej (1-33), Młyńskiej, Nadrzecznej (część przyległa do ul. Starokrakowskiej), Okrężnej (część przyległa do ul. Starokrakowskiej), Starokrakowskiej (1-50) i Starowiejskiej (1-17b).
Na terenie parafii znajduje się Wyższe Seminarium Duchowne w Radomiu.

## Proboszczowie
- ks. Wiesław Lenartowicz (1999–2001)
- ks. Janusz Smerda (2001–2006)
- ks. Marek Kucharski (2006–2012)
- ks. Mariusz Wincewicz (2012–2018)
- ks. Zenon Sala (2018–2019)[3]
- ks. Rafał Widuliński – od 2019